# Vol Avianca 203
Le 27 novembre 1989, le vol Avianca 203, un vol intérieur régulier de passagers assuré par un Boeing 727 de la compagnie aérienne colombienne Avianca, reliant l'aéroport international El Dorado, à Bogota, et l'aéroport international Alfonso-Bonilla-Aragón, à Cali, a été détruit en plein vol par un engin explosif et s'est écrasé près de Soacha, dans le département de Cundinamarca. Les 107 passagers et membres d'équipage présents à bord, ainsi que trois personnes au sol, ont péri dans l'attentat.

## Avion et équipage

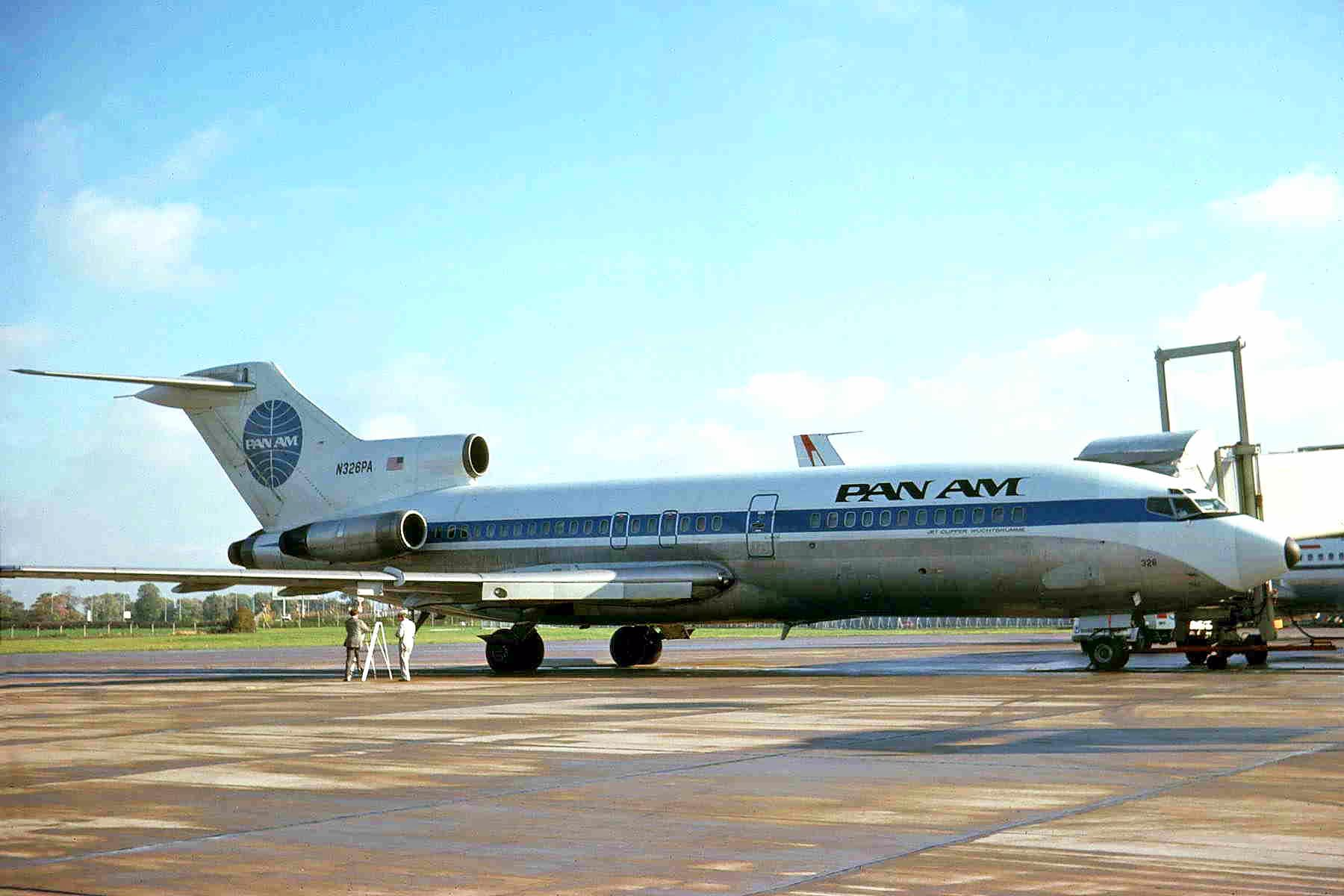
L'appareil impliqué dans l'attentat (N326PA), alors en service pour la Pan Am, photographié en octobre 1975.

L'appareil impliqué était un Boeing 727-21, immatriculé HK-1803 (numéro de série 19035/272). Il a été construit en 1966 et a effectué son vol inaugural le 19 mai de la même année. Il a d'abord été livré à la Pan American World Airways (Pan Am) le 28 mai, avec comme immatriculation N326PA. Par la suite, Avianca a acquis l'avion en novembre 1975, date à laquelle il a été ré-immatriculé HK-1803.
L'équipage du vol 203 était composé du commandant de bord José Ignacio Ossa Aristizábal, du copilote Fernando Pizarro Esguerra et de l'ingénieur de vol Luis Jairo Castiblanco Vargas. Il y avait également trois hôtesses de l'air dans la cabine.

## Déroulement du vol
Le vol 203 a décollé comme prévu à 7 h 13, heure locale. Cinq minutes après le début du vol, alors que le 727 monte à une altitude de 13 000 pieds (4 000 m) et à une vitesse de 428 nœuds (794 km/h), un engin explosif embarqué dans la cabine explose, provoquant l'inflammation des vapeurs de carburant présentes dans le réservoir central vide. Des témoins oculaires au sol ont rapporté avoir vu un début d'incendie sur le côté droit du fuselage de l'avion. 
Une deuxième explosion plus puissante a ensuite disloqué l'avion de ligne ; le cockpit et la partie avant de la cabine passager se séparant du reste de la cellule, qui a ensuite explosé et pris rapidement feu. L'épave du 727 a été dispersée dans un rayon de cinq kilomètres autour de la ville de Soacha. Les 107 personnes à bord ont été tuées, ainsi que trois personnes au sol qui ont été touchées par des débris de l'avion.

## Enquête
L'attentat du vol 203 est l'attaque criminelle la plus meurtrière durant les décennies de violence en Colombie. Pablo Escobar, chef du Cartel de Medellín, a commandité l'attentat, espérant qu'il tuerait le candidat à l'élection présidentielle de 1990 César Gaviria. Toutefois, Gaviria n'était pas dans l'avion et fut finalement élu président de Colombie.
Malgré la version officielle, selon El Espectador, César Gaviria n'était pas dans la liste des passagers du vol 203 et n'avait pas l'intention d'aller à Cali ce jour-là.
Un compte rendu indique que deux hommes, non identifiés et habillés en costume, qui travaillaient pour Escobar transportaient la bombe à bord. Les hommes étaient assis dans les sièges 18A et 18K, situés au-dessus du réservoir de carburant principal. Au dernier moment, l'un des hommes a quitté l'avion, tandis que son partenaire est resté à bord et a été tué dans l'explosion. Un jeune Colombien, nommé Alberto Prieto, a été dupé en restant dans le vol et en activant la bombe une fois l'avion en vol, se tuant ainsi sans le savoir ; on lui avait dit que l'appareil n'était qu'un enregistreur qu'il devait allumer pour enregistrer la conversation d'un couple de passagers à proximité ; à cause de cela, il a été surnommé « El Suizo », ou « Le Suisse », en référence à son rôle de kamikaze. 
Deux citoyens américains ayant été tués dans l'attentat, Dandeny Muñoz Mosquera, le chef assassin du cartel de Medellín, comparut en 1994 devant la Cour de district des États-Unis pour l'attentat ; il a été reconnu coupable et écopa de 10 condamnations à perpétuité consécutives.

## Contre-enquête
Une enquête publiée par le journal colombien El Espectador suggère que le vol n'a pas été détruit par une bombe, une théorie soutenue par des historiens et des journalistes depuis 1989, mais par une défaillance mécanique. Selon ce journal, l'explosion a été causée par une pompe à carburant défectueuse à l'intérieur d'un des réservoirs de carburant, tandis que l'enquête réalisée par les services officiels a été incomplète et n'a pas pris en compte des détails essentiels, comme la reconnaissance rigoureuse des victimes et l'identité supposée des attaquants.
Après la publication de l'article par le journal El Espectador, la note journalistique a été fortement critiquée par la compagnie aérienne et par les familles des victimes qui ont catalogué l'article comme une pure stratégie de ventes.
Les familles rejettent les théories sur une source non terroriste de l'attaque. Ils se basent sur les analyses faites et delivrées par le FBI où des traces de C4 ont été retrouvées dans le fuselage de l'appareil. En août 2017, Luis Fernando Acosta alias "Ñangas", un autre tueur à gages du Cartel de Medellín, a déclaré dans un entretien pour Programa de televisión Los Informantes de la chaîne de télévision colombienne Caracol Televisión que l'incident du vol 203 était un attentat réalisé par le cartel ; il affirme que dans une conversation avec Arete, il lui a confié avoir commandité l'attentat. Même si les raisons pour lesquelles l'attentat a été perpétré ne lui ont pas été révélées, Acosta affirme que la bombe a été fabriquée par des experts mercenaires dans un dépôt industriel de Guayabal Tolima.